# Korrespondensteori
Korrespondensteorin för sanning beskriver sanning som korrespondens mellan en trosuppfattning och den faktiska förhållandena i omvärlden.
Det som gör trosuppfattningen "Detta äpple är grönt" sann, är om äpplet som åsyftas verkligen är grönt. Något skall alltså "svara emot" en trosuppfattning. Vad detta något är, och hur det gör det, kan sägas vara en ontologisk fråga.
Jämför med Aristoteles sanningsdefinition: "Att säga om det som är, att det inte är, eller om det som inte är, att det är, det är falskhet. Men att säga om det som är, att det är, eller om det som inte är, att det inte är, det är sanning." (Metafysik, 1011b26)

### Webbkällor
- ”The Correspondence Theory of Truth” (på engelska). Stanford Encyclopedia of Philosophy. Arkiverad från originalet den 14 februari 2014. https://www.webcitation.org/6NO84cVT6?url=http://plato.stanford.edu/entries/truth-correspondence/. Läst 14 februari 2014.